# لوزولو
لوزولو هي بلدية في مقاطعة فرشيلي التابعة لإقليم بييمونتي الإيطالي، تقع على بعد حوالي 80 كيلومتر (50 ميل) إلى الشمال الشرقي من مدينة تورينو وحوالي 35 كيلومتر (22 ميل) إلى الشمال من فيرتشيلي. في 31 كانون الأول / ديسمبر 2004 كان عدد سكانها 797 نسمة، وتبلغ مساحتها 6.7 كيلومتر مربع (2.6 ميل2).
تقع لوزولو على حدود البلديات التالية: جاتينارا، رواسيو، سيرافاللي سيشيا، ساستينو، فيلا ديل بوسكو.

## وصلات خارجية
- www.comune.lozzolo.vc.it/